# 燒烤

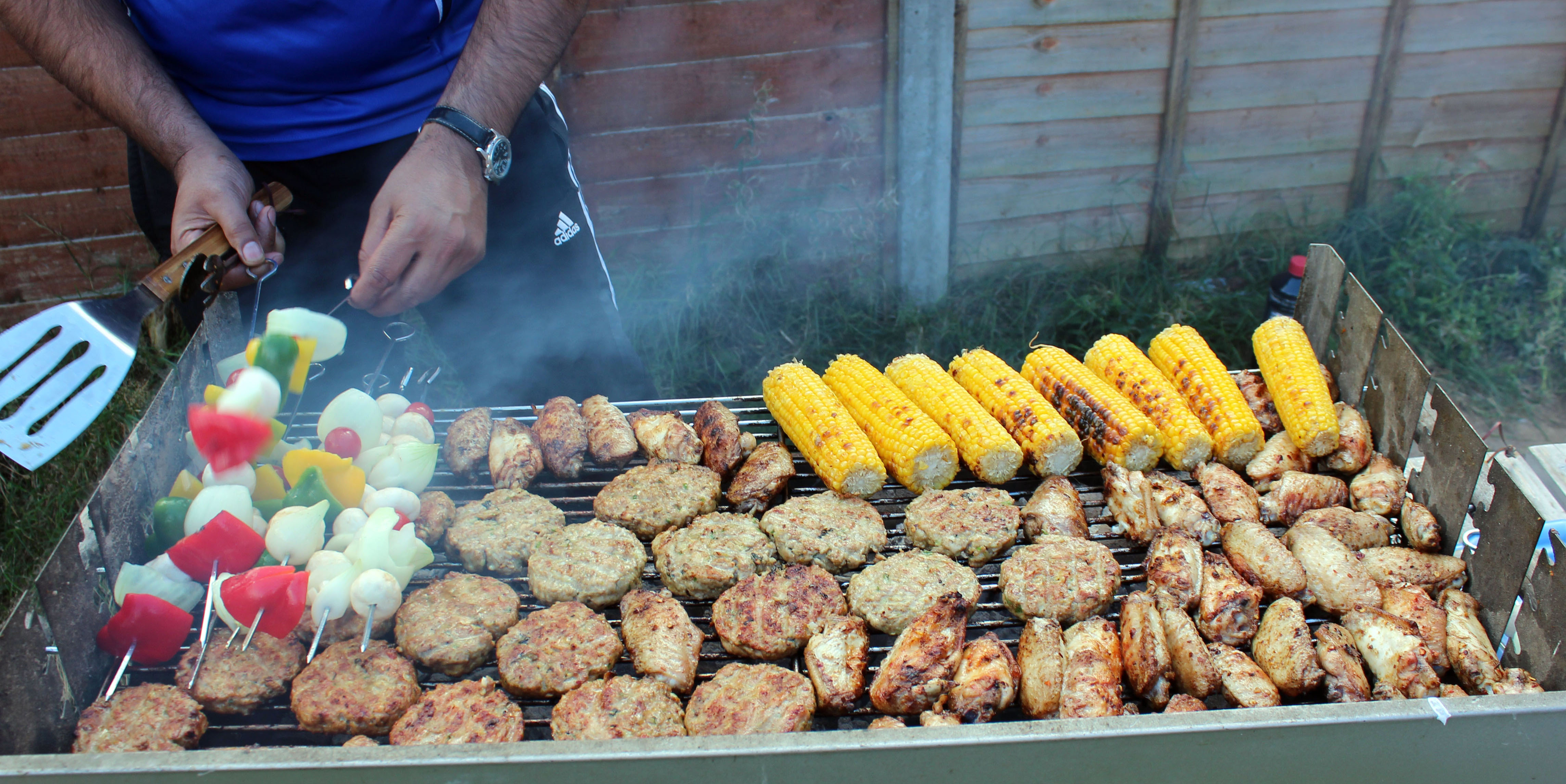
各式各樣的烤肉食材

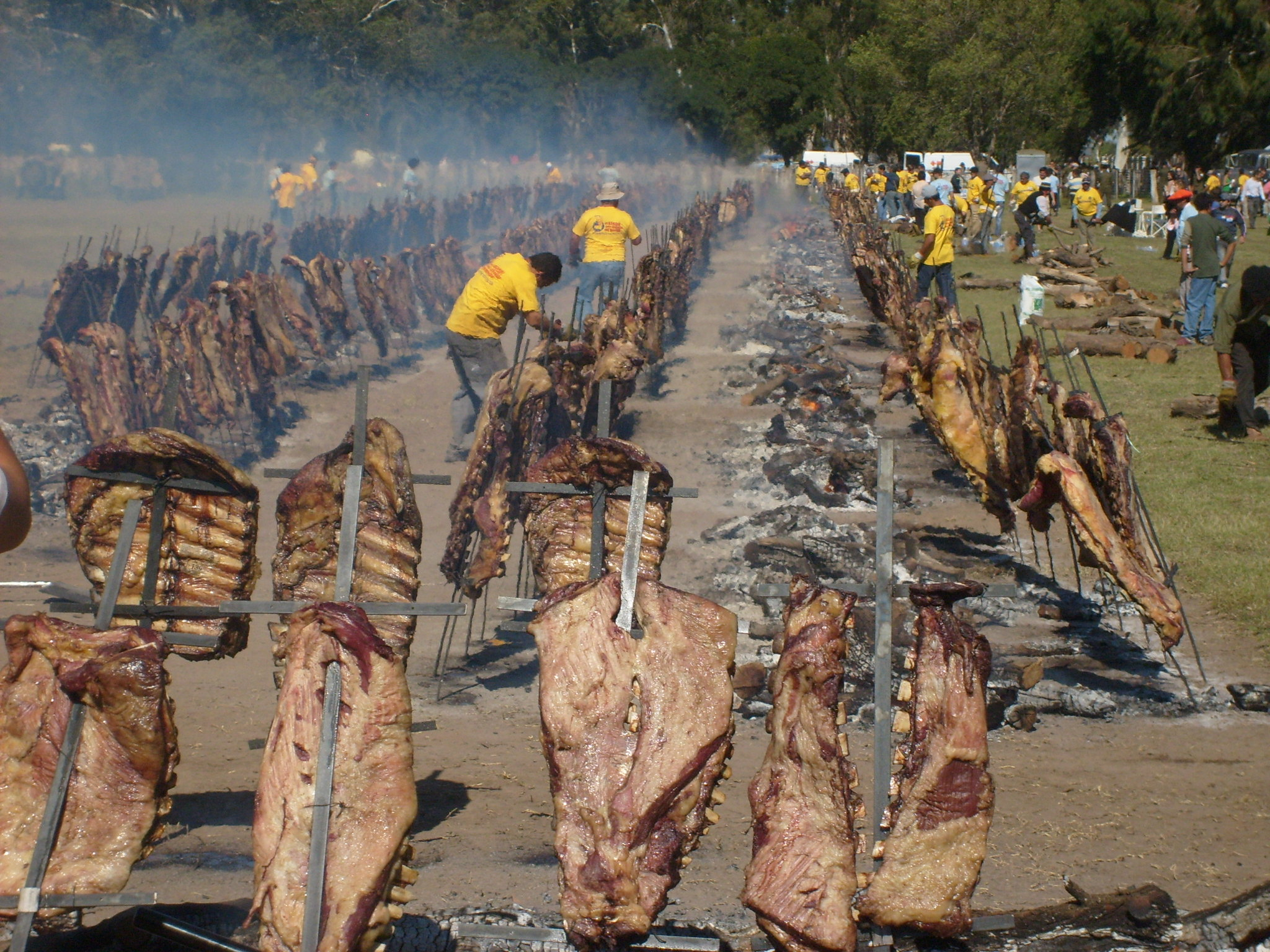
阿根廷巴塔哥尼亚烧烤

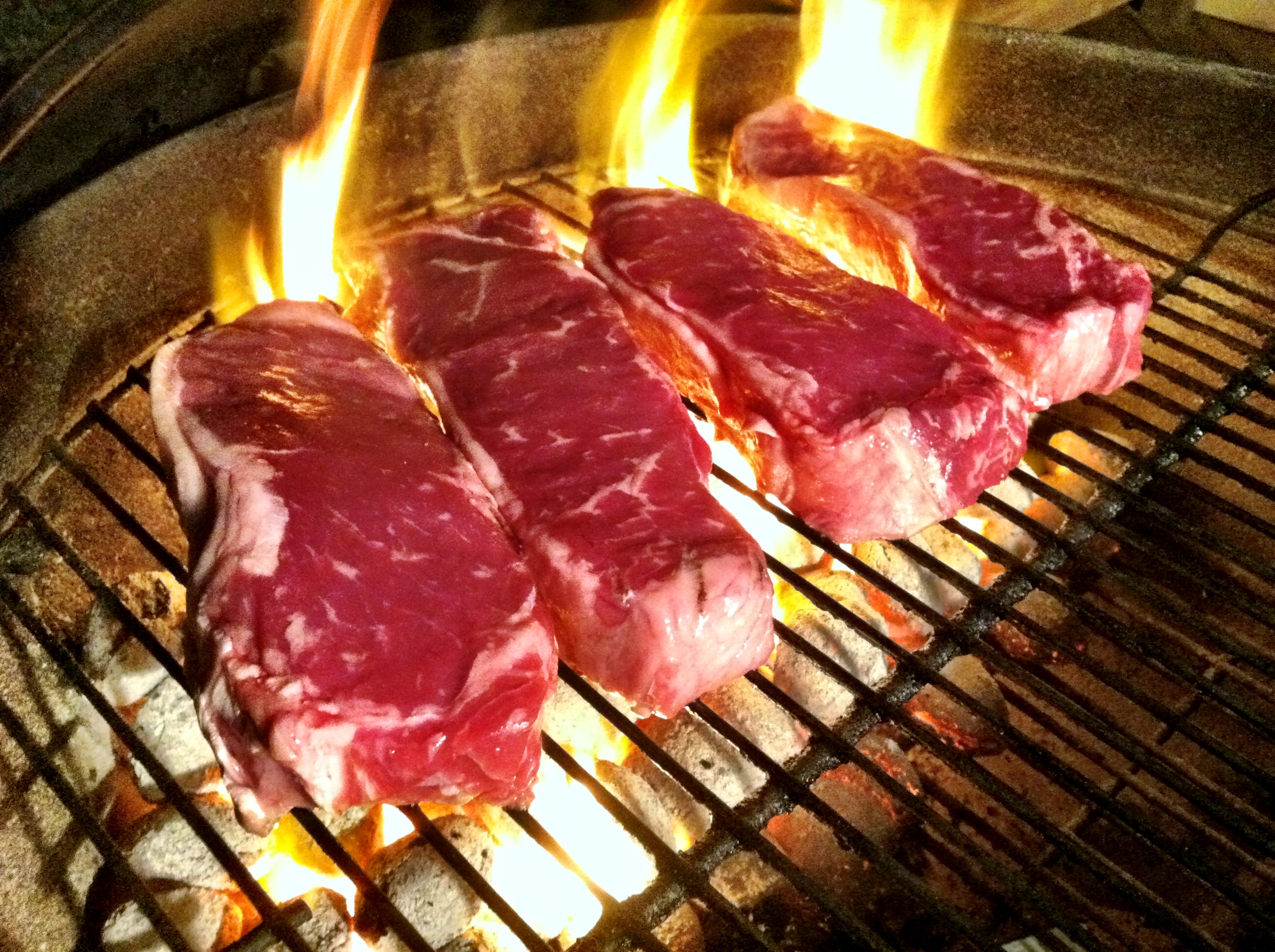
正在烘烤的牛排

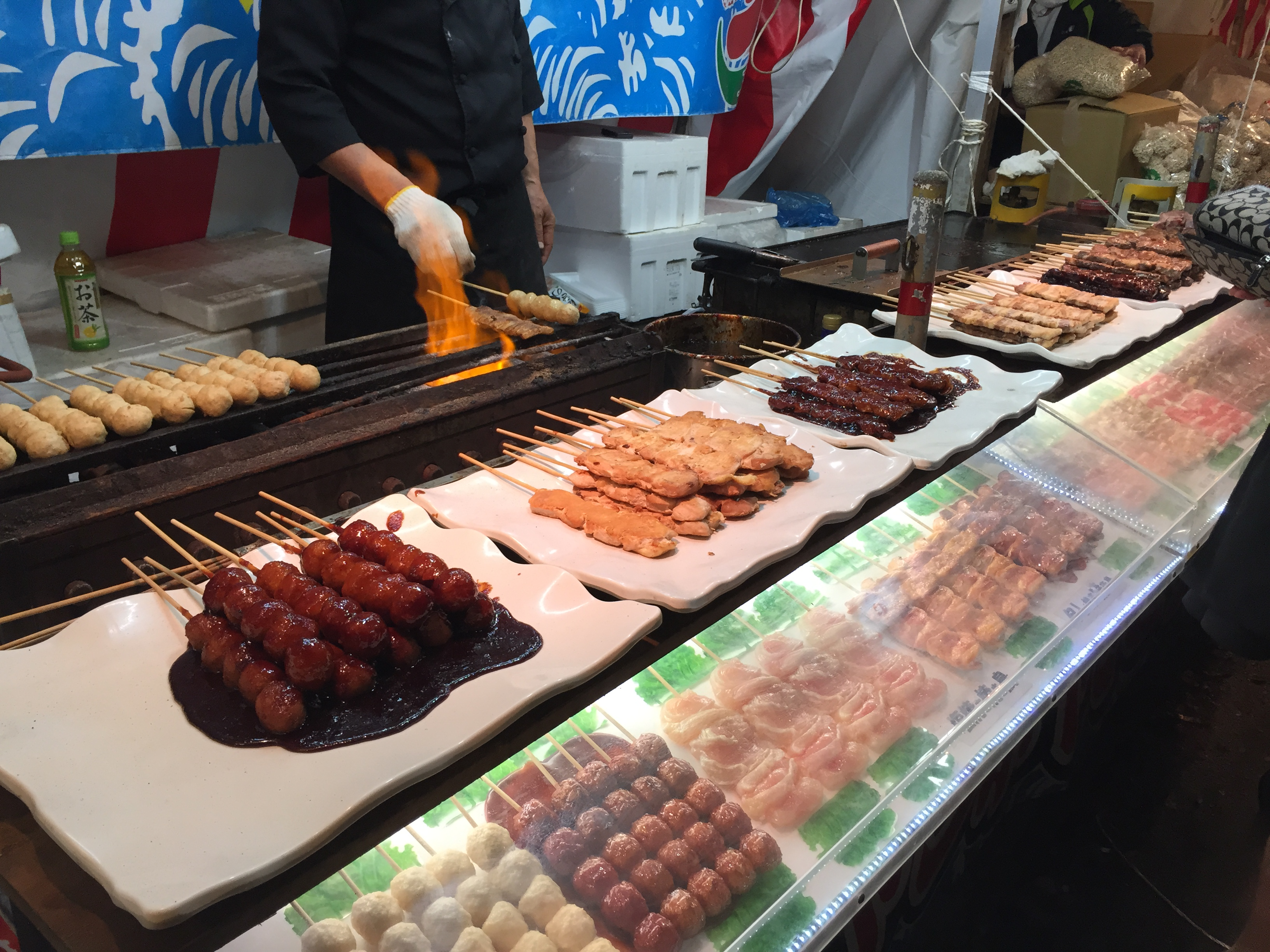
日本的烧烤屋

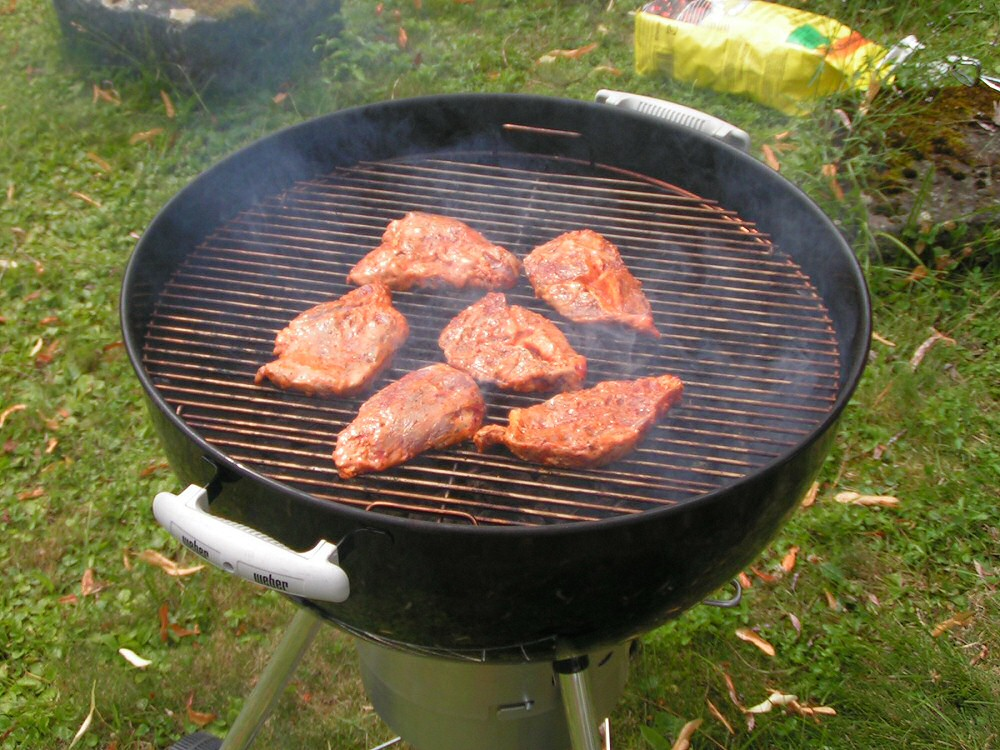
烤肉

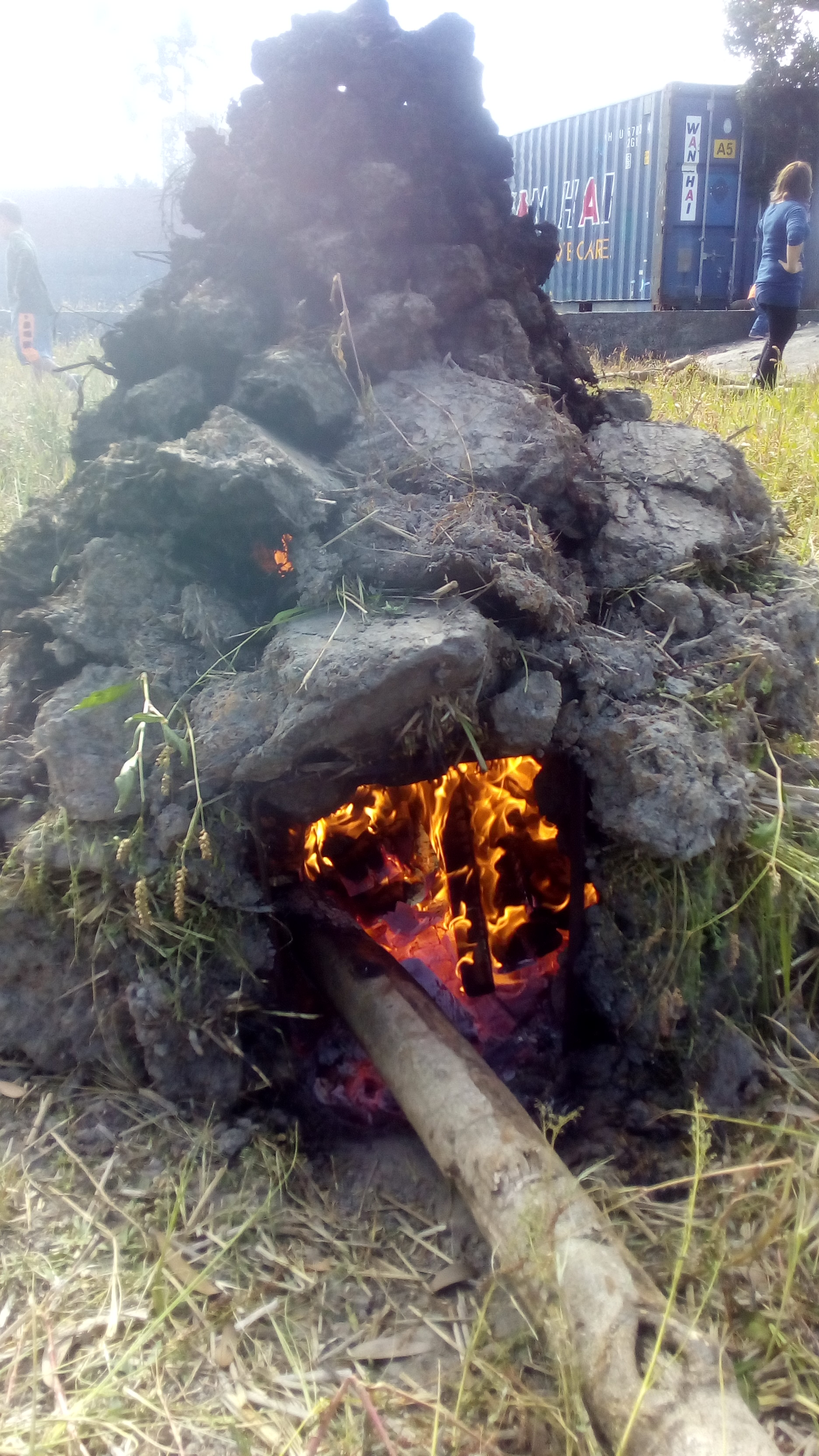
焢窯是將土窯燒至高溫後，運用土塊餘熱烤熟食物的烹飪方式。

燒烤，在民间也叫“撸串”被认为是人類最原始的烹調方式。是以燃料加熱和乾燥空氣，並把食物放置於熱乾空氣中一個比較接近熱源的位置來加熱食物。一般來說，燒烤是在火上將食物烹調至可食用，在現代社會，由於有多種用火方式，燒烤方式也逐漸多樣化，發展出各式燒烤爐、燒烤架、燒烤醬等。燒烤本身也成為一種多人聚會休閒娛樂方式或者是生意。獨自燒烤在現代社會中幾乎是很少見的，不論在亞洲、美洲和歐洲，燒烤通常是小至家庭，大至學校的集體活動。
由於將肉類烘烤時會產生煙霧，常見的燒烤都是在戶外進行。但煙霧可以使用強力通風來大幅減少，因此也有餐廳也發展出室內燒烤的用餐型式，在亞洲如中國大陸、日本、韓國、台灣、泰國等地，稱之為燒肉店，也就是在桌子中間有燒烤架，桌子上方有強力的抽風機，在燒烤架上放無煙木炭，架上網架或欄架讓消費者自行將生肉烤熟的方式。
雖然燒烤主要指烘烤肉類，但今日可烘烤的食材相當多種，可說是任何食材包括有蔬菜、水果等都可以烘烤，亞洲常見的還有豆腐、香菇、青椒、海鮮等都是燒烤時常見的。
在中國食品方面，有一種叫燒味類，包括：燒鵝、豉油雞（不是烘烤肉类，但属于烧味）、燒肉、叉燒等等，不是食客自己即燒即食的一類燒烤，但是英文也是叫作BBQ，這類食品常見於中國南方，尤其是廣州及香港。

## 历史
西班牙探险家冈萨洛·费尔南德斯·德·奥维耶多·伊·瓦尔德斯（Gonzalo Fernández De Oviedo y Valdés）是第一个在西班牙1526年的西班牙语词典（第二版）中印刷使用单词“barbecoa”的人。哥伦布于1492年登陆美洲后，西班牙人显然发现Taíno正在用一个木制框架放在火上的木棍上烤肉。火焰和烟雾升起并包裹着肉，赋予了它一种特殊的味道。
传统的barbacoa包括在地面上挖一个坑，把一些肉（通常是整只羊）放在一个锅上，以便汁液可以用来制作肉汤。然后用龙舌兰叶和煤覆盖，点燃火焰。烹饪过程需要几个小时。非洲废奴主义者Olaudah Equiano在他前往Cabo Gracias a Dios的旅行中描述了他在“蚊子人”（Miskito人）中烤鳄鱼的方法，奥劳达·埃奎亚诺生平有趣的叙述（The Interesting Narrative of the Life of Olaudah Equiano）中有记载。
语言学家认为这个词先后被借入西班牙语，然后是葡萄牙语、法语和英语。在barbacado的形式中，这个词在1648年被英国人物名为Beauchamp Plantagenet在他的著作新阿尔比恩省描述（A description of the province of New Albion）中使用：“与其用盐，印第安人用barbecado或晒干和熏鱼”。
根据牛津英语词典（Oxford English Dictionary）的记载，现代形式的第一次使用是在1661年，出现在Edmund Hickeringill的著作牙买加观景（Jamaica Viewed）中：“有些人被杀，他们的肉被马卡布特烤熟并食用”; 它还在1672年出现在John Lederer的著作中，他在1669年至1670年间在北美东南部旅行时写下了这些著作。 已知的首次名词用法是在1697年由英国海盗William Dampier使用的。在他的著作环游世界的新航程（New Voyage Round the World）中，达皮尔写道：“整晚，我们躺在我们的Borbecu上，或者是3英尺高的木框架，离地面大约3英尺”。
早在1730年代，新英格兰的清教徒就熟悉烧烤了，因为在1731年11月4日，康涅狄格州新伦敦的居民乔舒亚·亨普斯特德（Joshua Hempstead）在他的日记中写道：“我在Madm Winthrops参加了一次招待会，或者是某某布朗斯的烧烤”。 Samuel Johnson于1755年的字典给出了以下定义：
- “烧烤 - 一个用于烹饪整只猪的术语”（Pope的证词）
- “烧烤 - 一个烹饪整只猪的术语”

尽管现代英语中barbecue是标准拼写，但也可以找到包括barbeque和缩写形式如bar-b-q或BBQ在内的变体。 Merriam-Webster将barbeque列为一种变体，而牛津词典解释说它是一个拼写错误，不被接受为标准英语，最好避免使用。 在美国东南部，单词“barbecue”主要用作指烤猪肉的名词，而在美国西南部，牛肉切块经常被烹饪。

## 世界各地

### 美國中西部及南部地區
在戶外進行，食物會放在燒烤爐的鐵網上，燒烤爐設有蓋子，能把食物烘烤。在美國南部，尤其是德州地區，燒烤是常見的假日活動。燒烤用的調味汁一般會以番茄、醋和芥末混合而成。

#### 英文词源
有考據指燒烤的英文 barbecue 這個字，有可能是來西班牙文 barbacoa，而其又來自加勒比海的阿拉瓦克語。
語言學家認為barbecue一詞作為外來語，首先出現在西班牙語，而後又相繼進入了葡萄牙語、法語、以及英語當中。
另有一說是其源自於法文 barbe à queue，意思是“鬍鬚到尾巴”，但這並不可信，因為史料記載的是豬隻，而豬無下巴的鬍鬚。結果演變成另一種“無證據的趣談”：從前法國海盜來到加勒比海，在島上會把整隻宰好的羊從鬍鬚到屁股放在烤架上烤熟後進食，這個食物簡稱为 "barbe-cul"（法語：鬍鬚-屁股），演變成 barbecue 這個字；更由於 cue 與英文字母Q同音，便變成了barbeque，後來更簡寫為BBQ。

### 南美式燒烤
即窯烤式燒烤，一般以大量肉類或蔬菜串在一起，然後在火上慢慢以大火烤熱食物。

### 歐洲或大洋洲
歐洲地區使用的燒烤爐設計一般沒有蓋子，食物會放在燒烤網上，並使用夾子翻動食物。

### 中國北方燒烤

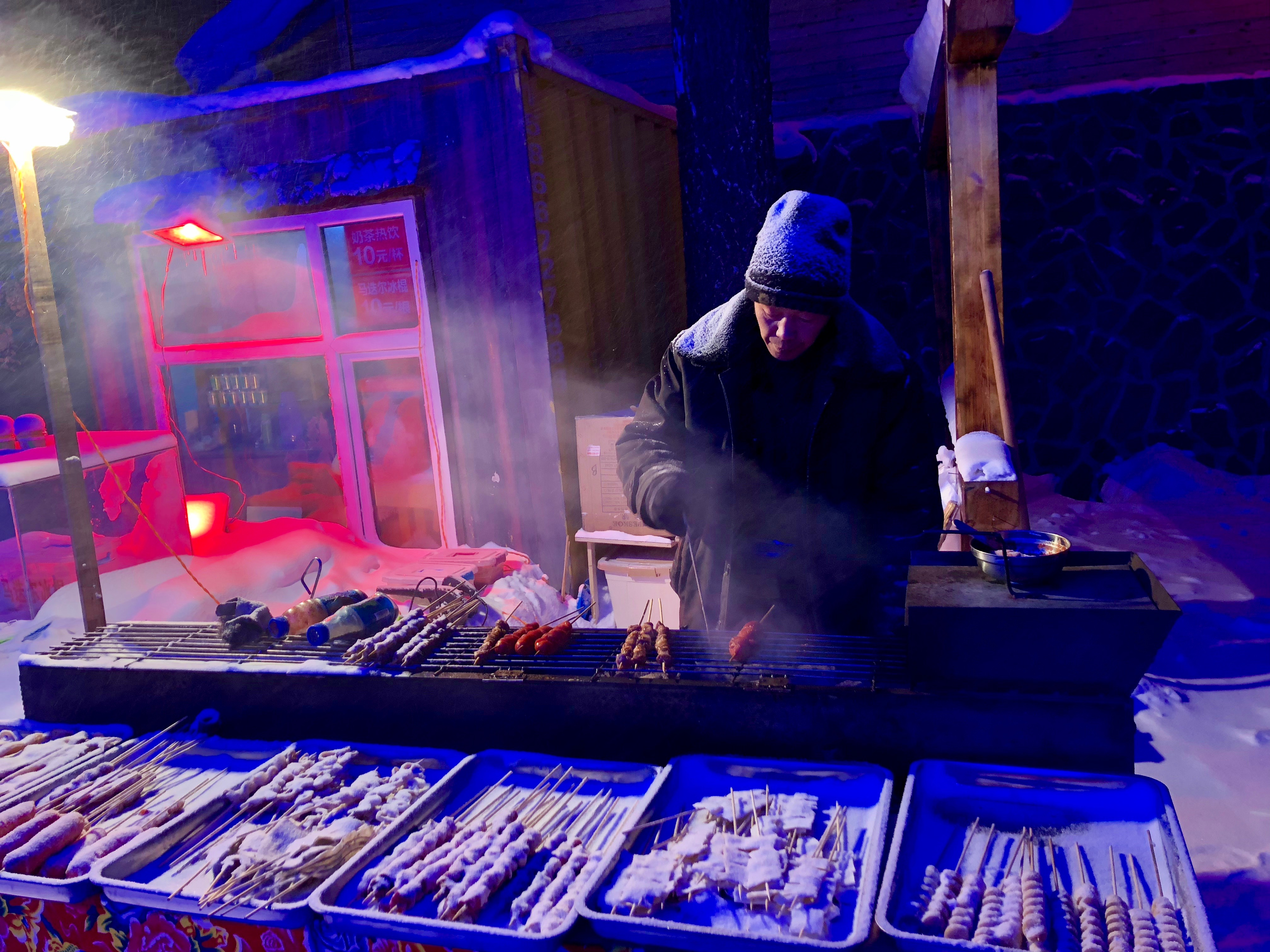
中国东北的一家于冬天营业的烧烤摊

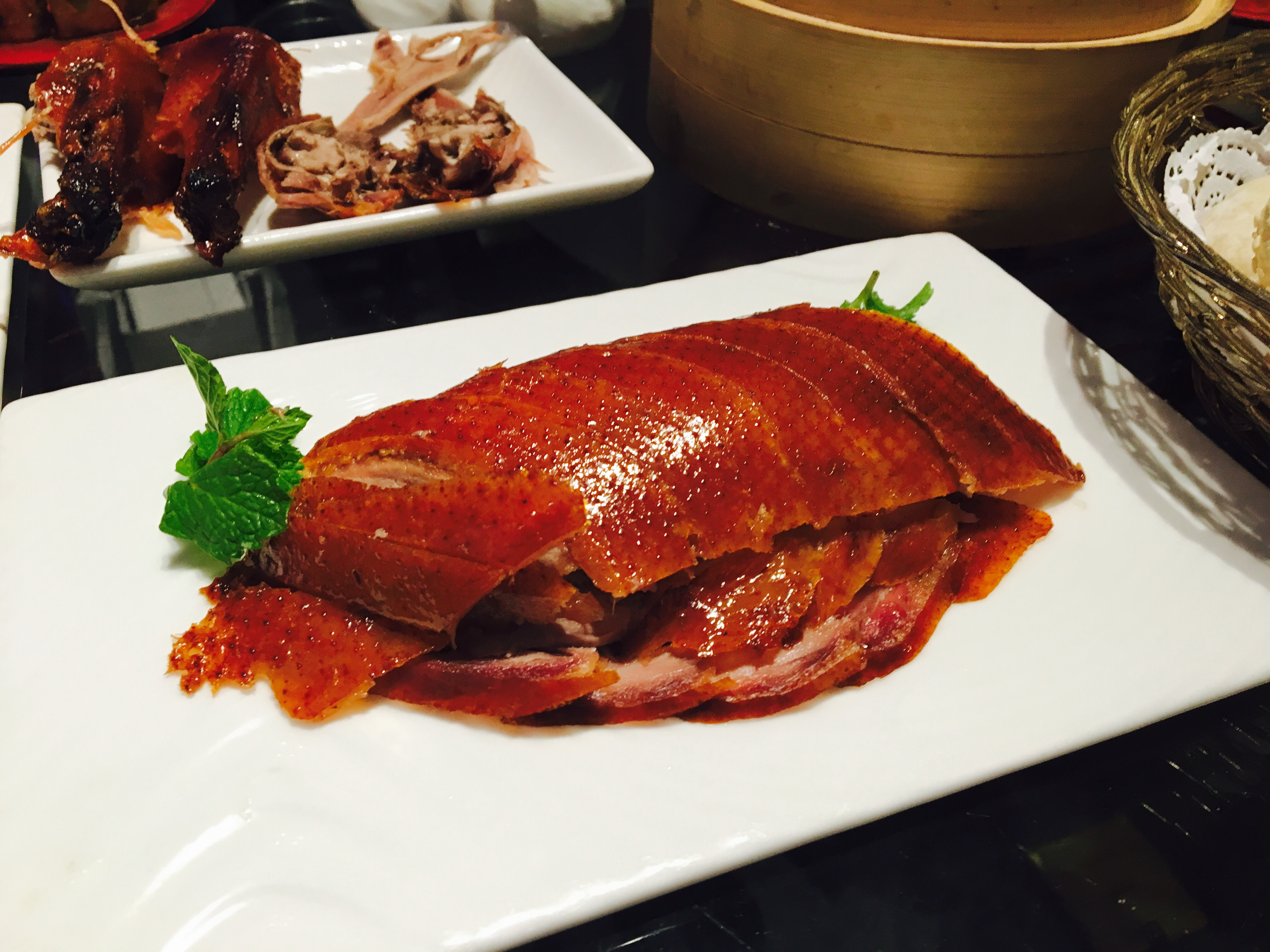
北京烤鸭

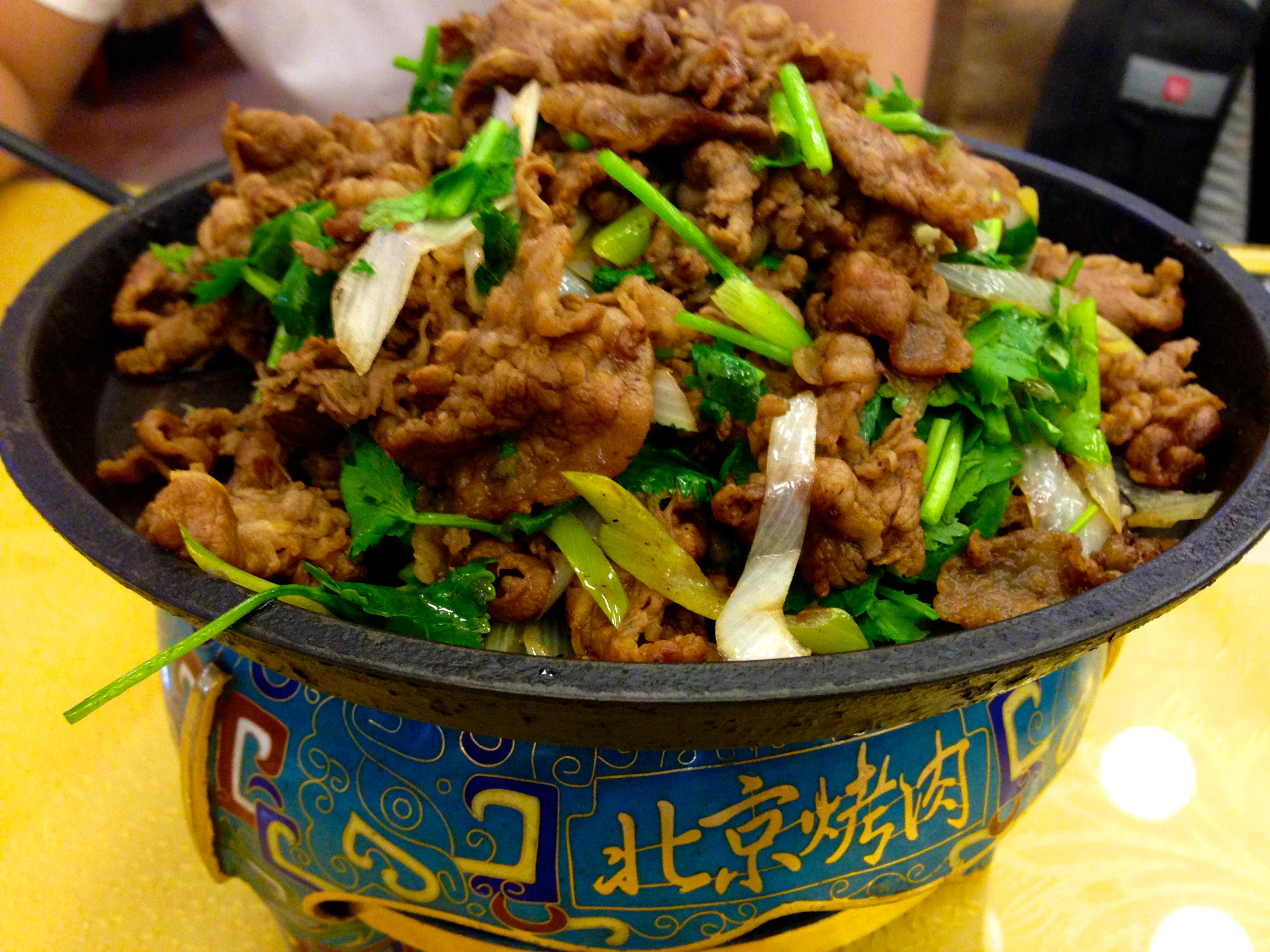
北京炙子烤肉

中國北方的燒烤深受新疆维吾尔族飲食文化影響，其中羊肉串在北方地區甚為常見。
北京的燒烤食物以北京填鴨最為聞名，是當地具有代表性的食物。

#### 淄博燒烤
淄博燒烤的特色在於：小餅、烤爐和蘸料。2023年3月份以來，淄博燒烤在中國網絡走紅，當地政府藉機謀求城市發展。不過當年6月中下旬时，淄博烧烤降温，淄博大量燒烤店轉讓。

### 廣東燒烤
廣東燒烤非常有名，其中包括叉燒、燒肉、燒乳豬和燒鵝等。

### 四川燒烤
四川燒烤是一種獨特的小吃體系，他不限於燒烤肉，許多素食甚至佐食（如辣椒）乃至零食都被作為燒烤原料。食品規模上較小型化，不可見整隻的豬或鴨，最大只有整隻的魚。｢豆腐皮」是其代表中的代表。烹飪食材多樣，用料廣泛，以及成為一種體系化小吃 是其特點。四川燒烤用料及口味較重，流行以飲料配合。

### 香港燒烤

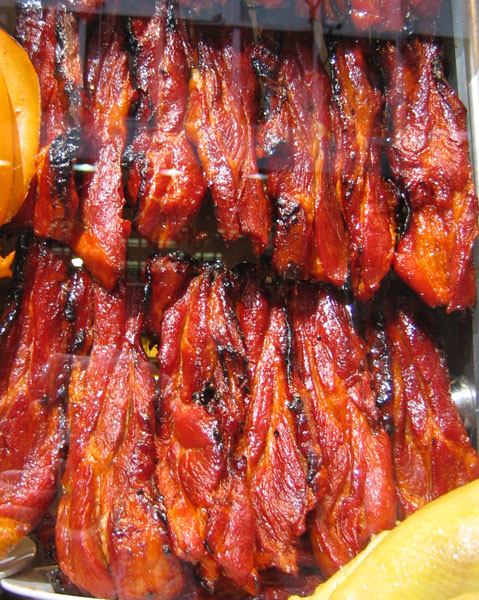
广式叉烧

广式叉燒、燒肉、燒鵝、燒乳豬、燒鴨，都是香港燒味店和港式快餐店常見的燒味食品。燒味是當地常見的食物。
燒烤是香港市民常見的假日消閒活動，香港人稱之為「燒嘢食」，學校和部分企業也會組織燒烤活動，從而促進師生或職員間的交流。香港很多郊野公園都設有燒烤爐。燒烤時會各自把食物插在燒烤叉上，然後一起圍坐在燒烤爐旁燒烤食物。

### 台灣燒烤
從1980年代後，烤肉已成為台灣中秋節的特有節慶活動。台灣原住民的烤肉方式，有整隻山豬架在木炭火堆上烤；以炭火對石頭加熱等燒烤方式。

#### 蒙古烤肉
蒙古烤肉起源於台灣，而且是由資深相聲演員吳兆南改良命名的，並非蒙古傳統飲食。1951年，原籍北京的吳兆南在台北市新店溪畔的螢橋地區開設烤肉店維生，做法源自北京百年老店烤肉季；使用了更多種類的肉品、配料和醬料使得整體味道上更多元，牛羊雞豬肉加上蔬菜，再淋上醬油、麻油、大蒜、辣椒、檸檬汁、鳳梨等十餘種配料。吳兆南原本想將此新式料理取名為「北平烤肉」，但聽起來有通共之嫌，因此改取名「蒙古烤肉」。
蒙古烤肉從發明以來，餐廳都是採取一價吃到飽的形式，只是當時的路邊攤一個人只要新台幣30元，現在因肉品的檔次更高，加上燒餅、酸菜白肉鍋等配套多，一個人約新台幣500元。

### 日本式燒烤
一般可分為铁板烧，大阪烧，炭火烧等種類。

### 韓國式燒烤
燒烤爐體積細小和形狀較平，可放在桌上，在戶內進行都是不錯的。

## 空氣污染問題
不完全燃燒造成的煙霧，總是會造成嚴重的空氣污染，产生的有害物质会附着在食物上，其危害類似二手菸。使用電能燒烤最不容易產生煙霧，若不用電則必須採用高品質燃料，而且無論是任何燒烤方法、用較低的溫度燒烤可以有效減少有害物質產生；在室外燒烤時還是要注意整體環境的污染承受力，而在室內燒烤時也要使用高效能通風設備並處理好排煙，是避免空氣污染的必要手段。

## 健康及致癌物
肉類含有氨基酸和糖，而高溫燒烤的肉類容易釋放致癌物質（例如苯并芘），以及誘發氧化應激、炎症反應、胰島素抗性。
此外研究顯示，燒烤使用的木炭，有可能在燃燒時釋放水銀 。
烧烤所用的食材大多经过腌制，腌制过程容易产生亚硝胺，这种物质有致癌的危害；在烟熏火燎的烤制过程中，食物（尤其是肉类）中的核酸物质会与氨基酸产生“梅拉德反应”，进而产生附着于食物表面的高度致癌物质苯并芘；此外，长时间接触烧烤环境，致癌物质很有可能侵入我们的皮肤、呼吸道、消化道，进而诱发各种癌症。有研究表明，如果烧烤不烤焦和使用电磁炉可以大大降低苯并芘的产生。